# The Fox (음반)
| 전문가 평가   | 전문가 평가 |
| 평가 점수     | 평가 점수   |
| 출처          | 점수        |
| ------------- | ----------- |
| AllMusic      | [ 1 ]       |
| Rolling Stone | [ 2 ]       |

《The Fox》는 1981년에 발매된 영국의 싱어송라이터 엘튼 존의 열다섯 번째 스튜디오 음반이다. 약 30만 장의 미국 판매고를 기록한 이 음반은 미국에서 가장 잘 팔리지 않는 엘튼의 음반 중 하나이다.
이 음반은 존, 클라이브 프랭크스에 의해 처음으로 프로듀싱을 맡았고, 크리스 토머스는 1980년대와 90년대 대부분 동안 존과 함께 더 많은 음반을 프로듀싱했다.
5곡(아래 참고)은 그의 이전 음반 《21 at 33》 세션 동안 녹음되었다. 이 무렵 출시된 B-사이드도 모두 해당 세션의 B-사이드였다. 첫 번째 싱글 〈Nobody Wins〉는 미국에서 21위로 차트화되었지만 노르웨이에서는 10위로 정점을 찍었다. 다음 싱글인 〈Chloe〉는 어덜트 컨템포러리 차트에서 16위에 올랐다.

## 곡 목록
| #  | 제목                         | 작사·작곡           | 재생 시간 |
| -- | ---------------------------- | ------------------- | --------- |
| 1. | 〈Breaking Down Barriers〉   | 존, 게리 오스번     | 4:42      |
| 2. | 〈Heart in the Right Place〉 | 존, 오스번          | 5:15      |
| 3. | 〈Just Like Belgium〉        | 존 버니 토핀        | 4:10      |
| 4. | 〈Nobody Wins〉              | 장폴 드레오, 오스번 | 3:40      |
| 5. | 〈Fascist Faces〉            | 존, 토핀            | 5:12      |

| #  | 제목                  | 작사·작곡              | 재생 시간 |
| -- | --------------------- | ---------------------- | --------- |
| 1. | 〈Carla/Etude〉       | 존                     | 4:46      |
| 2. | 〈Fanfare〉           | 존, 제임스 뉴턴 하워드 | 1:26      |
| 3. | 〈Chloe〉             | 존 오스번              | 4:40      |
| 4. | 〈Heels of the Wind〉 | 존, 토핀               | 3:35      |
| 5. | 〈Elton's Song〉      | 존, 톰 로빈슨          | 3:02      |
| 6. | 〈The Fox〉           | 존, 토핀               | 5:20      |

## 인증
| 국가                       | 인증 | 판매량/출하량 |
| -------------------------- | ---- | ------------- |
| 오스트레일리아             | —    | 60,000        |
| 영국 (BPI)                 | 실버 | 60,000^       |
| ^출하량을 기반으로 한 인증 |      |               |